# غوستافو مارتينيز (متسابق يخت)
غوستافو مارتينيز (بالإسبانية: Gustavo Martínez)‏ هو متسابق يخت إسباني، ولد في 21 مارس 1975 في فرنسا.

## وصلات خارجية
- غوستافو مارتينيز على موقع الاتحاد الدولي للملاحة الشراعية (موقع جديد) (الإنجليزية)
- غوستافو مارتينيز على موقع الاتحاد الدولي للملاحة الشراعية (موقع قديم) (الإنجليزية)
- غوستافو مارتينيز على موقع اللجنة الأولمبية الدولية (الإنجليزية)
- غوستافو مارتينيز على موقع أوليمبيديا (الإنجليزية)
- غوستافو مارتينيز على موقع اللجنة الأولمبية الإسبانية (الإسبانية)